# Calamagrostis deschampsioides
Calamagrostis deschampsioides är en gräsart som beskrevs av Carl Bernhard von Trinius. Calamagrostis deschampsioides ingår i släktet rör, och familjen gräs. Inga underarter finns listade i Catalogue of Life.